# Фабер, Базилиус
Базилиус Фабер (нем. Basilius Faber; около 1520, Зорау, Лузация — около 1576, Эрфурт) — немецкий учёный и переводчик XVI века, писавший в основном на латинском языке.
Получил богословское образование в Виттенбергском университете; был ректором в Нордхаузене и Кведлинбурге, потом начальником августинской коллегии в Эрфурте. Сотрудничал в магдебургских «Centurien» и перевёл некоторые сочинения Мартина Лютера на латынь. Его главным трудом считается «Thesaurus eruditionis scholasticae» (Лпц., 1571 и 1749).